# Franco Herrera
Franco Javier Herrera (Bandera, Santiago del Estero, Argentina; 19 de septiembre de 2003) es un futbolista argentino. Juega de guardameta y su equipo actual es Arsenal de Sarandí, de la Primera Nacional, a préstamo desde Newell's Old Boys.

## Trayectoria
Formado en las inferiores de Newell's Old Boys, Herrera además del fútbol practicaba el baloncesto cuando pequeño.
Debutó en el primer equipo de Newell's el 16 de abril de 2022 ante Patronato por la Copa de la Liga.
Para la temporada 2023, Herrera fue cedido al Barracas Central, sin embargo no disputó ningún encuentro durante su estadía en el club.
Al año siguiente vuelve a salir cedido, esta vez a San Martín de Tucumán, de la Primera Nacional,  dónde  estuvo un año y disputó un solo partido. 
Para la temporada 2025, fue cedido a Arsenal de Sarandí, de la Primera Nacional.

## Selección nacional
Fue citado al Campeonato Sudamericano Sub-20 de 2023.

## Estadísticas

### Clubes
Actualizado hasta su último partido disputado el 9 de marzo de 2025.
| Club                         | Div.          | Temporada     | Liga  | Liga  | Liga  | Copas nacionales | Copas nacionales | Copas nacionales | Torneos internacionales | Torneos internacionales | Torneos internacionales | Total | Total | Total |
| Club                         | Div.          | Temporada     | Part. | G. R. | V. I. | Part.            | G. R.            | V. I.            | Part.                   | G. R.                   | V. I.                   | Part. | G. R. | V. I. |
| ---------------------------- | ------------- | ------------- | ----- | ----- | ----- | ---------------- | ---------------- | ---------------- | ----------------------- | ----------------------- | ----------------------- | ----- | ----- | ----- |
| Newell's Old Boys Argentina  | 1.ª           | 2022          | 4     | 5     | 1     | 2                | 2                | 1                | ―                       | ―                       | ―                       | 6     | 7     | 2     |
| Newell's Old Boys Argentina  | Total club    | Total club    | 4     | 5     | 1     | 2                | 2                | 1                | 0                       | 0                       | 0                       | 6     | 7     | 2     |
| San Martín (T) Argentina     | 2.ª           | 2024          | 1     | 1     | 0     | ―                | ―                | ―                | ―                       | ―                       | ―                       | 1     | 1     | 0     |
| San Martín (T) Argentina     | Total club    | Total club    | 1     | 1     | 0     | 0                | 0                | 0                | 0                       | 0                       | 0                       | 1     | 1     | 0     |
| Arsenal de Sarandí Argentina | 2.ª           | 2025          | 1     | 3     | 0     | ―                | ―                | ―                | ―                       | ―                       | ―                       | 1     | 3     | 0     |
| Arsenal de Sarandí Argentina | Total club    | Total club    | 1     | 3     | 0     | 0                | 0                | 0                | 0                       | 0                       | 0                       | 1     | 3     | 0     |
| Total carrera                | Total carrera | Total carrera | 6     | 9     | 1     | 2                | 2                | 1                | 0                       | 0                       | 0                       | 8     | 11    | 2     |
| 1. 2.                        |               |               |       |       |       |                  |                  |                  |                         |                         |                         |       |       |       |

### Selección nacional
Actualizado hasta su último partido disputado el 28 de enero de 2023.
| Selección        | Año             | Amistosos | Amistosos | Amistosos | Eliminatorias | Eliminatorias | Eliminatorias | Continental | Continental | Continental | Mundial | Mundial | Mundial | Total | Total | Total |
| Selección        | Año             | Part.     | G. R.     | V. I.     | Part.         | G. R.         | V. I.         | Part.       | G. R.       | V. I.       | Part.   | G. R.   | V. I.   | Part. | G. R. | V. I. |
| ---------------- | --------------- | --------- | --------- | --------- | ------------- | ------------- | ------------- | ----------- | ----------- | ----------- | ------- | ------- | ------- | ----- | ----- | ----- |
| Sub-20 Argentina | 2022            | 1         | 1         | 0         | ―             | ―             | ―             | 1           | 0           | 1           | ―       | ―       | ―       | 2     | 1     | 1     |
| Sub-20 Argentina | 2023            | ―         | ―         | ―         | ―             | ―             | ―             | 2           | 1           | 1           | ―       | ―       | ―       | 2     | 1     | 1     |
| Total selección  | Total selección | 1         | 1         | 0         | 0             | 0             | 0             | 3           | 1           | 2           | 0       | 0       | 0       | 4     | 2     | 2     |
| 1.               |                 |           |           |           |               |               |               |             |             |             |         |         |         |       |       |       |